# Epipleoneura lamina
Epipleoneura lamina är en trollsländeart som beskrevs av Williamson 1915. Epipleoneura lamina ingår i släktet Epipleoneura och familjen Protoneuridae. IUCN kategoriserar arten globalt som livskraftig. Inga underarter finns listade i Catalogue of Life.